# Pistolet Astra Model 1924
Astra Model 1924 – hiszpański pistolet samopowtarzalny wzorowany na Browningu M1906. Sprzedawany także pod markami Victoria i Hope. Od 1928 roku produkowano odmianę z dodanym bezpiecznikiem chwytowym.

## Opis
Astra Model 1924 była bronią samopowtarzalną, działającą na zasadzie odrzutu zamka swobodnego. Broń posiadała bezpiecznik nastawny, oraz automatyczny bezpiecznik chwytowy (pistolety produkowane po 1928 roku).
Astra Model 1924 była zasilany ze wymiennego, jednorzędowego magazynka pudełkowego o pojemności 6 naboi, umieszczonego w chwycie.
Lufa gwintowana.
Przyrządy celownicze mechaniczne, stałe (muszka i szczerbinka).